# 一得阁
一得阁，现为北京一得阁墨业有限责任公司，总部位于北京市西城区南新华街25号，是老字号制墨企业。

## 历史
1865年，一得阁创始人谢崧岱发明了一得阁墨汁。当时，湖南人谢崧岱到北京赶考落第，因此深感研墨太浪费时间，耽误答卷，乃研制出直接用于书写的墨汁。1884年，谢崧岱把制墨过程记录下来，写成《南学制墨札记》。1865年，谢崧岱在北京琉璃厂开办墨汁店，店堂前挂有一副藏头对联：“一艺足供天下用，得法多自古人书”。1920年代初，徐洁滨申请注册了“一得阁”商标。1953年，一得阁墨汁店从北京市前门区琉璃厂44号迁至南新华街5号（今北京市西城区南新华街25号）。1956年，一得阁公私合营，与17个相关企业及投资者合并成立北京一得阁墨汁厂。2000年，改制为“一得阁工贸中心”。2002年到2004年，获中国轻工业联合会评选为全国轻工业质量效益型先进企业，获全国轻工业质量效益特别奖。2004年，改制为“北京一得阁墨业有限责任公司”。2005年，获中国轻工业联合会评选为“全国卓越绩效先进企业”。2006年起，一得阁多次被中华人民共和国商务部评选为“中华老字号”。2007年，“一得阁墨汁制作技艺”入选北京市非物质文化遗产名录。2014年，“一得阁墨汁制作技艺”入选国家级非物质文化遗产名录。2014年，北京一得阁墨业有限责任公司及其品牌“一得阁”入选北京老字号。
2004年改制后，公司全员入股，但人员和资金问题导致公司发展困难。2009年起，公司盘活资产，引进人才，成立董事会，并委托经营。2010年，老厂长退休，董事会寻求合作伙伴，经顺义分厂负责人黄某介绍，从事市政工程的河北省人宋万新于2011年成为一得阁的总经理。宋万新实际上是个骗子，他和别人联合投资房地产项目，欠下4500万元人民币外债，他来一得阁是为利用一得阁骗钱还债。2010年至2014年，一得阁墨汁的质量直线下滑，宋万新个人却瞒着董事会利用一得阁获利巨大。与此同时，一得阁顺义分厂在负责人黄某（也是宋万新的朋友）的领导下，偷工减料大批生产质量严重不合格的墨汁。
2014年2月到5月，宋万新以一得阁增资扩股的名义与树人公司签订《合作投资协议》，骗取投资预付定金3000万元人民币，以购买理财产品及还债。2014年7月，树人公司向公安机关报案，8月北京市公安局海淀分局立案侦查，9月，宋万新在中关村图书大厦被抓获。2014年9月30日，宋万新因涉嫌犯合同诈骗罪于被羁押，同年10月15日被逮捕。2015年12月31日，北京市第一中级人民法院作出〔2015〕一中刑初字第2167号刑事判决，认定被告人宋万新犯合同诈骗罪，判处无期徒刑，剥夺政治权利终身，并处没收个人全部财产。被告人宋万新提出上诉。2016年4月18日，北京市高级人民法院作出〔2016〕京刑终55号，裁定驳回上诉，维持原判。
一得阁本来是中国制墨行业的龙头企业。但宋万新给一得阁带来了毁灭性灾难。由于一得阁生产的全部墨汁都是严重劣质的不合格产品，一得阁的品牌形象荡然无存，市场占有率断崖式下跌。就连一得阁总部所在的一得阁大厦方圆300米范围内，各商家也全都出售假冒一得阁墨汁，而假冒一得阁墨汁的质量比一得阁自己生产的劣质墨汁质量好得多。一得阁员工纷纷离职，公司事实上已解体。
2015年，一得阁彻底瘫痪，就连“一得阁”商标都被法院查封，企业公章也被宋万新留下的人员拿走。2015年初，一得阁再度寻求合作伙伴，北京嘉禾国际拍卖有限公司决定接手，并派该公司的王杰来一得阁任负责人。当时，一得阁董事会5位成员中的4位已退休，全厂职工平均年龄53岁，没有40岁以下员工。2015年6月中旬，王杰以总经理、法人代表的身份，带律师及办公室主任来一得阁大厦上班，却被宋万新留下的人员堵在大门外。6月27日，宋万新留下的人员撬开办公室的门，将王杰等人的东西扔到院子里。6月28日，宋万新留下的人员将正在开会的王杰等人反锁在会议室，将6间办公室全部捣毁。7月30日早晨，30多人开着假警车、穿着假警服在一得阁大厦门口阻止王杰等人上班，王杰等人报警后，这批假警察才撤走。宋万新留下的人员连续不断地袭扰王杰等人，直到2016年5月4日宋万新被判处无期徒刑的终审判决见报，宋万新留下的人员才全部撤走。
在宋万新任内，几位老一得阁员工在北京市丰台区杜家坎一间违章建筑内建起“一得阁墨汁南厂”（以与顺义的北厂相区别），唯一掌握古法制墨技艺的尹志强率徒弟张长林制墨，每天生产100余箱，成为宋万新任内唯一生产真正的一得阁墨汁的厂家。但宋万新要求所有买主，如想购买杜家坎的墨（即真一得阁墨汁），必须搭买顺义的墨（即劣质墨汁）。2013年尹志强退休。2015年杜家坎的“一得阁墨汁南厂”拆除。王杰随即用20天时间，在北京市房山区长阳镇建起“一得阁制墨基地”。2016年6月1日，王杰将尹志强请回一得阁。
2015年，西城区人民政府提醒一得阁申报国家级非物质文化遗产传承人，但一得阁却选不出人。当时，第二代传承人张英勤年事已高，第三代传承人尹志强在家赋闲，第四代传承人还没有。2016年10月28日，一得阁历史上首次举行拜师收徒仪式，老师傅尹志强、张长林、何平收下9位徒弟，一得阁终于有了首批第四代传人。

## 一得阁艺术中心
2012年5月25日，一得阁美术馆在南新华街25号的一得阁大厦开业。2016年，一得阁美术馆在一得阁大厦二层（暨一得阁艺术中心二层）重新开业并招商。
2012年，丹凤朝阳美术馆在南新华街25号的一得阁大厦开业。
约2013年，艺融美术馆在南新华街25号的一得阁大厦五层开业。
2013年11月23日，“正观·文脉30家中国画展暨正观美术馆开馆展”在南新华街25号的一得阁大厦三层举行。
2015年2月4日，“墨彩风流——当代写意人物邀请展”暨天大美术馆、沧州云华美术馆北京馆开馆仪式在南新华街25号的一得阁大厦四层举行。
2016年，一得阁艺术中心在一得阁大厦挂牌。一得阁美术馆、丹凤朝阳美术馆、正观美术馆、天大美术馆、云华美术馆、艺融美术馆等五家美术馆以及九家画廊已入驻一得阁艺术中心。此外，“一得阁博物馆”也正在东琉璃厂的1865年第一滴墨汁生产地筹备。